# Vera Brandes
Vera Brandes, née en 1956 à Cologne, est une réalisatrice artistique ainsi qu'une chercheuse sur les effets de la musique (de) et musicothérapeute.
Elle est particulièrement connue, en tant que productrice, pour avoir organisé en 1975, à seulement 17 ans, le Köln Concert de Keith Jarrett.

## Carrière de productrice
Passionnée de jazz dès son adolescence, Vera Brandes devient productrice de musique contre l'avis de ses parents ainsi que peu reconnue par un milieu professionnel très masculin. De 1974 à 1999, elle produit pourtant plus de 350 albums et assure l'organisation et la promotion de très nombreux concerts, festivals et tournées.
En 1974, alors qu'elle n'est âgée que de 17 ans, elle consacre son énergie à l'organisation d'un récital de Keith Jarrett en janvier 1975. Les conditions dans lesquelles le concert est organisé sont catastrophiques et l'artiste refuse à plusieurs reprises de jouer dans ces conditions. C'est uniquement sur l'insistance répétée de la jeune fille qu'il finit par accepter et par jouer ce qui devient ensuite le plus grand succès de jazz solo de tous les temps,,,.

## Recherches sur les effets de la musique
À partir de 1995, Vera Brandes se consacre à une seconde carrière de chercheuse en musicothérapie ainsi que plus largement sur les effets de la musique (de). Elle cofonde le réseau scientifique « Homme et Musique » à l'université Mozarteum de Salzbourg. Elle estime que la musique est « plus efficace que les psychotropes connus et n'[a] pas d'effets secondaires négatifs »
À partir de 1999, elle forme des médecins et thérapeutes à l'entraînement auditif neurodéveloppemental ; de 2001 à 2003, elle enseigne la culture et les médias à l'université de Salzbourg, puis elle devient directrice du programme de recherche musique-médecine, toujours à Salzbourg. Elle crée également une entreprise dédiée à la conception de systèmes musicaux personnalisés à destination des établissements médiaux.

## Hommages et distinctions
En 1994, le prix de l'entreprise la plus créative et la plus innovante dans le domaine de la musique et des médias en Allemagne, décerné par le Ministère fédéral de l'Économie, lui est remis pour l'ensemble de sa carrière de productrice.
En 2025, le film Köln 75 d'Ido Fluk, sorti en France sous le titre de Au Rythme de Vera, rend hommage à Vera Brandes en tant qu'organisatrice du Köln Concert.